# Gran Premio di Corea
Il Gran Premio di Corea è stata una gara automobilistica di Formula 1 che si è svolta dal 2010 al 2013 sul Circuito internazionale di Corea a Yeongam disegnato da Hermann Tilke.

## Storia
Il vincitore dell'edizione inaugurale del 2010 è stato Fernando Alonso su Ferrari, mentre dal 2011 al 2013 è stato Sebastian Vettel su Red Bull a salire sul gradino più alto del podio. La presenza del Gran Premio nel calendario 2010, fu soggetta all'approvazione preventiva del circuito da parte della FIA; nei mesi precedenti la gara, vi furono molte apprensioni sulle reali capacità della struttura di essere pronta per la data fissata. Il 26 settembre 2010 lo stesso patron del Circus Bernie Ecclestone mise in dubbio la possibilità che il Gran Premio venisse disputato; anche le tensioni politiche fra la Corea del Nord e la Corea del Sud, sfociate nell'affondamento della Choenan, furono motivo di preoccupazione. L'ultima e decisiva ispezione di Charlie Whiting, si tenne l'11 ottobre per constatare se i lavori svolti fossero in regola e il circuito fosse in grado di ospitare l'evento; la decisione definitiva avrebbe dovuto essere annunciata entro il 13 ottobre, ma già il giorno prima la FIA dette il via libera alla struttura pur non essendo stati ancora completati i lavori di rifinitura come il posizionamento dei seggiolini sulle tribune che avvenne solo durante il weekend di gara. L'anno successivo le condizioni della struttura non cambiarono rispetto all'edizione precedente; anche lo scarso interesse dimostrato dal pubblico sembra mettere in discussione la tenuta del Gran Premio per le prossime stagioni; le autorità locali hanno ammesso l'esistenza di problemi finanziari, legati principalmente alla tassazione. Secondo i media coreani, il weekend del 2011 è costato quasi 60 milioni di euro, 40 dei quali sarebbero stati spesi in tasse. Gli organizzatori dell'edizione 2012, pur avendo perduto uno degli sponsor principali del circuito, assicurano la presenza della gara in calendario anche per gli anni futuri, vincolata a una rinegoziazione con Bernie Ecclestone dei termini dell'accordo; nel corso del weekend viene annunciato il prolungamento del contratto fino al campionato 2016. Nella prima bozza del calendario 2014 il Gran Premio, ancora soggetto all'approvazione definitiva, viene spostato da ottobre ad aprile; lo stesso viene confermato anche nelle due bozze successive. Nella versione definitiva del calendario 2014, la corsa viene esclusa a causa dei problemi finanziari. Dopo il Consiglio Mondiale della FIA, tenutosi a Doha nel dicembre 2014, la Federazione ha inserito nel calendario 2015 il Gran Premio di Corea, nonostante le difficoltà economiche denunciate dagli organizzatori. Il 7 gennaio 2015, il Gran Premio viene escluso definitivamente dal calendario iridato sempre a causa dei problemi economici, divenendo a tutti gli effetti una cattedrale nel deserto.

## Gare valide per il mondiale
| Anno | Circuito | Pilota           | Vettura          | Resoconto |
| ---- | -------- | ---------------- | ---------------- | --------- |
| 2010 | Yeongam  | Fernando Alonso  | Ferrari          | Resoconto |
| 2011 | Yeongam  | Sebastian Vettel | Red Bull-Renault | Resoconto |
| 2012 | Yeongam  | Sebastian Vettel | Red Bull-Renault | Resoconto |
| 2013 | Yeongam  | Sebastian Vettel | Red Bull-Renault | Resoconto |